# الاختلافات النصية في رسالة يوحنا الأولى
الاختلافات النصية في رسالة يوحنا الأولى (بالإنجليزية: Textual variants in the First Epistle of John) هي موضوع دراسة الاختلافات النصية في المخطوطات او ترجمات عندما يقوم الناسخ بإجراء تحريفات متعمدة أو غير مقصودة في مخطوطة على النص الذي يتم إعادة إنتاجه او ترجمته وترد في هذه المقالة أدناه قائمة مختصرة من المتغيرات النصية في هذا الكتاب بالذات.

## الاختلافات النصية الموجودة
"فَإِنَّ الَّذِينَ يَشْهَدُونَ فِي السَّمَاءِ هُمْ ثَلاَثَةٌ: الآبُ، وَالْكَلِمَةُ، وَالرُّوحُ الْقُدُسُ. وَهؤُلاَءِ الثَّلاَثَةُ هُمْ وَاحِدٌ." (رسالة يوحنا الأولى 5: 7) الترجمات العربية التي كتبت الاضافة ''الفانديك''''الحياة''الترجمات التي حذفته ''اليسوعية'' ''الكاثوليكية'' المبسطة '' البولسية'' المخطوطات, محذوفة في اغلبية المخطوطات اليونانية القديمة والاسكندري ومحذوفه في مخطوطات السلافينية والاثيوبية(الأمهرية),,المخطوطات التي اضافته المخطوطات اللاتينية والبيزنطية والفولجاتا من القرن الرابع والارامية التي من القرن الخامس وستاتجارت القرن الخامس والارمنية من القرن الخامس, يقال ان سبب حذف هو ان الكنيسه اليونانية الارثوزكسية الشرقية واجهت مشكله تدعي سابيلانيزم ووجدت انه الاسهل لمواجهة بازالت النصوص التي تسبب الخلاف من نسخ انجيلهم ,بين عام 200 الي 270 ميلاديه رجل يدعي سابيليس اعتقد بان الاب والابن والروح القدس متطابقين. والناس الذين اعتقدوا بان الاب والابن متطابقين اطلق عليهم باتريباسيانز اي معاناة الاب لانهم امنوا ان الاب والاب معا علي الصليب وكانوا يستخدمون هذا العدد ليؤكدوا ان الثالوث كان بالحقيقه شخص واحد وكما ان البروتستانت، حذفها ومنهم من قال إنها موضع شك
وَنَكْتُبُ إِلَيْكُمْ هَذَا لِكَيْ يَكُونَ( فَرَحُكُمْ/ فرحنا) كَامِلاً . (رسالة يوحنا الأولى 1: 4) الترجمات العربية التي كتبت {فرحكم} ''الفانديك'' ''الحياة'' ''التي كتبت {فرحنا}''اليسوعية'' ''الكاثوليكية''مخطوطات التي كتبت {فرحكم} , النص الاسكندري من القرن الخامس والنص الافرايمي من القرن الخامس ومخطوطات بيزنطية وترجمات اللاتينية من القرن الثاني والفلجاتا من القرن الرابع والترجمات السريانية والقبطي والارمنية والأمهرية والسلافينية , التي كتبت {فرحنا} السينائية من القرن الرابع والفاتيكانية ومخطوطة الاشورية وبعض المخطوطات اليونانية
"وَنَعْلَمُ أَنَّ ابْنَ اللهِ قَدْ جَاءَ وَأَعْطَانَا بَصِيرَةً لِنَعْرِفَ (الْحَقَّ/لإِلهُ الْحَقُّ). وَنَحْنُ فِي الْحَقِّ فِي ابْنِهِ يَسُوعَ الْمَسِيحِ. هذَا هُوَ الإِلهُ الْحَقُّ وَالْحَيَاةُ الأَبَدِيَّةُ." (رسالة يوحنا الأولى 5: 20) الترجمات العربية التي كتبت لنعرف الحق ''الفانديك'' ''المشتركة'' ''اليسوعية '' ''الكاثوليكية'' التي كتبت لنعرف الاله الحق ''الحياة'' ''البولسية'' ''النسخة الارثوذكسية'' مخطوطات التي كتبت {الاله الحق} النص الاسكندري وبعض المخطوطات اليونانية والترجمات اللتينية, المخطوطات التي كتبت {الحق} السينائية والفاتيكانية ومخطوطات البيزنطيية وبعض الترجمات اللاتينية القديمة والترجمات السريانية القديمة والبشيتا من القرن الرابع والترجمات القبطية والارمنية
وَلَكِنْ إِنْ سَلَكْنَا فِي النُّورِ كَمَا هُوَ فِي النُّورِ، فَلَنَا شَرِكَةٌ بَعْضِنَا مَعَ بَعْضٍ، وَدَمُ يَسُوعَ الْمَسِيحِ ابْنِهِ يُطَهِّرُنَا مِنْ كُلِّ خَطِيَّةٍ. ( رسالة يوحنا الأولى 1: 7 ) الترجمات العربية التي كتبته ''الفانديك'' الترجمات التي حذفته ''الحياة'' ''السارة'' ''اليسوعية '' '' المبسطة'' ''الشريف'' المخطوطات التي حذفته السينائية والفاتيكانية والافرايمية وبعض مخطوطات الفلجاتا وبعض مخطوطات الترجمات السريانية والقبطي الصعيدي